# Heinrich Schmidt
Heinrich Schmidt (Kirchenlamitz, 30 d'abril de 1861 – Bayreuth, 23 de maig de 1923) fou un compositor i musicòleg alemany.
Estudià a l'Escola Reial de Música de Múnic, i per espai de molts anys fou professor del Seminari d'Institutors de Bayreuth. Va compondre un concert per a orgue i instruments d'arc; lieder i cors; música per espectacles populars, així com una sèrie de transcripcions amb el títol de Streichorchester für Mittelschulen; John Mattheson, ein Förderer der deutschen Tonkunst, im Lichte seiner Werke (1897); Die Orgel unserer Zeit in Wort und Bild (1904); Der Männerchor auf natürlicher Grundlage (1913); Der gemischte Chor auf natürlicher Grundlage (1920); Richard Wagner in Bayreuth.